# بريسون (إزار)
بريسون هي بلدية في إزار في جنوب شرق فرنسا.